# إريك بوردن
إريك بوردن (بالفرنسية: Éric Bourdon)‏ هو رسام فرنسي، ولد في 1979 في فرنسا.